# Cervia
Cervia (romanyol nyelven Zirvia) város Olaszországban, Emilia-Romagna régióban, Ravenna megyében, a Ravenna-Cerviai főegyházmegye érseki társszékvárosa. Lakosainak száma 28 983 fő (2023. január 1.). Cervia Cesena, Ravenna és Cesenatico községekkel határos.

## Népesség
A település lakossága az elmúlt években az alábbi módon változott:
| Lakosok száma | 28 794 | 28 700 | 28 983 |
|               | 2017   | 2018   | 2023   |